# Anosibe An'ala (district)
Anosibe An'ala is een district van Madagaskar in de regio Alaotra-Mangoro. Het district telt 84.524 inwoners (2011) en heeft een oppervlakte van 2.590 km², verdeeld over 9 gemeentes. De hoofdplaats is Anosibe An'ala.